# فرهنگ در مالزی

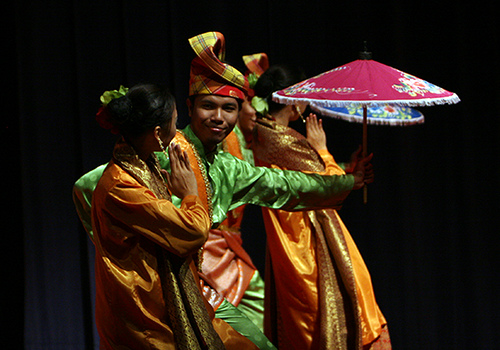
Joget Melayu، رقص مالایی

فرهنگ مالزی فرهنگ‌های متنوع مردم ساکن در مالزی را بیان می‌کند. اولین افرادی که در این منطقه زندگی می‌کردند قبایل بومی بودند که هنوز باقی مانده‌اند. مالایی‌ها عمدتاً ساکن شبه جزیره مالزی، شرق سوماترا و ساحل جزیره بورنئو، و همچنین جزایر کوچکتر که میان این مناطق قرار دارند. این مکانها امروزه بخشی از کشورهای مالزی، اندونزی، سنگاپور، برونئی و جنوب تایلند را شامل می‌شوند.
مجموع گویشوران مالایی در بیش از ۲۵ میلیون نفر می‌باشند که بیش از ۱۴ میلیون نفر از آنان در کشور مالزی زندگی می‌کنند. بیش از ۵ میلیون در اندوزی و نزدیک ۲ میلیون هم در تایلند کنونی ساکن هستند. مردم مالایی به زبان مالایی که یکی از زبانهای جنوب شرقی آسیا محسوب می‌شود، تکلم دارند. مالزی همواره به عنوان یک کشور ساحلی و تجاری با ویژگی‌های فرهنگی خاص شناخته شده‌است.
فرهنگ‌های دیگر که به شدت بر مالزی تأثیر می‌گذارد عبارتند از پارسی، عربی، انگلیس. بسیاری از قومیت‌های مختلفی که در حال حاضر در مالزی وجود دارد، دارای هویت فرهنگی منحصر به فرد و متمایز خود هستند.
هنر و موسیقی در مالزی از دیرباز حضور داشته و قدمت هنر مالایی به سلطانهای مالایی بر می‌گردد. هنر سنتی در زمینه‌هایی همچون حکاکی، نقره کاری و بافندگی متمرکز شده‌است.
موسیقی مالزی ریشه‌های گوناگونی دارد و عمدتاً مربوط به سازهای کوبه ای است. در اوایل ادبیات مالزی مبتنی بر حماسه‌های هندی بود که در دهه‌های اخیر گسترش یافته‌است. ادبیات انگلیسی تا زمان ورود به چاپخانه محدود به طبقه بالاتر جامعه محدود می‌شد. ادبیات چینی و هندی که به صورت محلی ایجاد شده بود در قرن ۱۹ ظاهر شد.
اگرچه جشنواره‌ها غالباً از پیشینه قومی خاصی سرچشمه می‌گیرند، اما همه آنها را در مالزی جشن می‌گیرند. ورزش‌های سنتی در مالزی محبوب هستند، در حالی که در ورزش‌های بین‌المللی مانند بدمینتون به یک مرکز تبدیل شده‌است. مالزی میزبان بازی‌های کشورهای همسود در سال ۱۹۹۸ بود.

## زمینه
مالزی از دو منطقه جغرافیایی مجزا تشکیل شده‌است: مالزی شبه‌جزیره‌ای و مالزی شرقی و اختلافات فرهنگی بین این دو بخش همچنان باقی مانده‌است. اگرچه اسلام آیین رسمی دولت است، اما قانون اساسی مالزی آزادی ادیان را تضمین می کند.

## مردم
مالزی یک جامعه چند نژادی، چند فرهنگی و چند زبانی است که شامل ۶۵٪مالایایی و دیگر قبایل بومی، ۲۵٪ چینی، و ۷٪ هندی می‌باشد. مالایایی‌هایی که بزرگترین مجموعه را تشکیل می‌دهند، همگی مسلمان می‌باشند چرا که هر فرد باید مسلمان باشد تا از لحاظ قانونی بتواند تحت شرایط امور قانونی مالزی قرار گیرد. مالایایی‌ها از لحاظ سیاسی نقش غالبی را ایفا نموده و گروهی را تشکیل می‌دهند که بومیپوترا نامیده می‌شود. زبان بومی آن‌ها مالایایی، «باهاسا مالایو» است. باهاسای مالزی بسیار شبیه به باهاسا مالایو در کاربردی‌ترین مواردی است که زبان ملی کشور مالزی شمرده می‌شود.
در گذشته، زبان مالایایی عمدتاً به خط جاوی نوشته می‌شد که یک الگوی خطی بر اساس زبان عربی است. با گذشت زمان، ترکیب لاتین بر الگوی جاوی به عنوان یک الگوی غالب نگارشی چیره شد. این بیشتر در اثر نفوذ نظام آموزشی استعماری بوده که به بچه‌ها نگارش لاتین را به جای الگوی عربی آموزش داده‌است.

## دین
اسلام دین رسمی مالزی است و از تعداد ۳۰ میلیون جمعیت این کشور بر اساس امار سال ۲۰۱۰ حدود ۶۱ درصد از مردم دارای دین اسلام بوده‌اند. مذهب مسلمانان مالزی اغلب شافعی است و البته از برخی فرقه‌های دیگر مثل صوفیه و اسماعیلیه نیز در این کشور تعدادی می‌زیند.
گرچه قانون اساسی مالزی از لحاظ نظری آزادی مذهبی را تضمین می‌کند، در عمل، این وضعیت چندان هم ساده نیست (نگاه کنید به آزادی مذهبی در مالزی) اغلب غیر مسلمانان در فعالیت‌های خود همچون احداث ساختمان‌های مذهبی با محدودیت‌هایی روبرو هستند. ضمناً، مسلمانان خود را نسبت به اطاعت از تصمیمات احکام شریعت ملزم می‌دانند. به عنوان یک مسئله قانونی هنوز کاملاً مشخص نشده که آیا مسلمانان آزادانه از احکام اسلام پیروی می‌کنند یا خیر. در برخی از موقعیتها، دادگاه‌های مالزی حق آزادی انتخاب مذهب را برای فرد حتی زمانی که از دین اسلام برگشته، نادیده گرفته‌اند. (همچون یوشع جمال الدین در برابر موضع وزارت کشور در دهه ۱۹۸۰)
در کل، هرکسی که می‌خواهد از دین اسلام برگردد باید به‌طور قانونی اظهار نماید، اما این امر هنوز توسط دادگاه‌های داخلی مالزی به رسمیت شناخته نشده‌است. گفته می‌شود هرکسی می‌تواند ارتداد خود را به یک دادگاه شریعت اظهار کند، اما کلاً دادگاه چنین مجوزی را به وی نمی‌دهد.
مردم مالزی شخصاً به اعتقادات مذهبی یکدیگر احترام می‌گذارند، و عمدتاً مشکلات مذهبی داخلی از جهت سیاسی به وجود می‌آید.
- اسلام در مالزی
- بودائیسم در مالزی
- مسیحیت در مالزی
- هندوئیسم در مالزی
- وضعیت آزادی مذهبی در مالزی

## هنر

### موسیقی
موسیقی سنتی مالزی شدیداً تحت تأثیر اشکال چینی و اسلامی قرار گرفته‌است. این موسیقی به‌طور گسترده‌ای حول ابزار موسیقی چون گدانگ (طبل) می‌چرخد، اما دیگر ابزار ضربی (برخی ساخته شده از صدف)، رباب، وسایل موسیقی رشته‌ای یا کششی، سرونای (سرنا)، و ابزار موسیقی دهل مانند (نی دوشاخه)؛ فلوت و ترومپت هستند. این کشور دارای سنت توانمندی از رقص و درام‌های همراه بارقص می‌باشد، که برخی ریشه تایلندی، هندی و پرتغالی دارند. دیگر اشکال هنرمندانه شامل (تئاتر سایه‌ای خیمه شب بازی)، سیلات (هنر رزمی دارای سبک) و صنایع دستی همچون باتیک، بافندگی با نقره و برنزکاری، می‌باشد.

## جشن و مراسم

### تعطیلات
مردم مالزی در طول سال تعدادی روزهای تعطیلی و جشن دارند. برخی از این تعطیلات جزو تعطیلات عمومی فدرال معرفی شده‌اند و بعضی دیگر توسط خود ایالات به عنوان تعطیلات عمومی معرفی می‌شوند. برخی جشن‌ها نیز که جزو تعطیلات عمومی محسوب نیستند از سوی گروه‌های خاص نژادی یا مذهبی تعطیل محسوب می‌شوند.
مشهورترین روز تعطیل (در مالزی) «هاری مرداکا» (روز استقلال-National Day) در ۳۱ اوت به یادبود استقلال فدراسیون مالزی در سال ۱۹۵۷ می‌باشد. هاری مرداکا، و نیز روز کارگر (۱می)، روز تولد شاه (اولین شنبه ماه ژوئن) و برخی اعیاد دیگر به عنوان تعطیلات عمومی و رسمی و فدرال در این کشور محسوب می‌شوند.
مسلمانان در مالزی (ازجمله تمام مالایایی‌ها و دیگر مسلمانان غیر مالایایی) در تعطیلات مسلمین جشن می‌گیرند. معروفترین عید، عید فطر (که «هاری رایا عیدالفطر نیز گفته می‌شود) و ترجمه مالایایی آن عیدالفطر است. کلاً این عید از سوی مسلمانان سراسر جهان در پایان ماه رمضان، ماه روزه داری، برگزار می‌شود. علاوه بر، Hari Raya Puasa، آن‌ها عید قربان (به» هاری رایاً عیدالاضحی نیز گفته می‌شود و ترجمه آن عیدالاضحی (قربان) بوده)، و اول ماه محرم (سال جدید اسلامی)، و مولد الرسول (روز تولد پیامبر (ص)) را نیز جشن می‌گیرند.
فرهنگ چینی در مالزی به عنوان نمونه جشن‌هایی برگزار می‌شود که از سوی تمام چینی‌های سراسر جهان انجام می‌گیرد. سال جدید چینی معروفترین این جشن‌ها است که ۱۵ روز طول می‌کشد و با " جشن فانوس به پایان می‌رسد. دیگر جشنهای برگزار شده از سوی چینی‌ها عبارتند از جشن کینگمینگ، جشن قایق اژدها و جشن میانه پاییز. علاوه بر جشنهای سنتی چینی، بودائی‌های چینی نیز جشن روز وساک را برگزار می‌نمایند.